# Alfred Russel Wallace

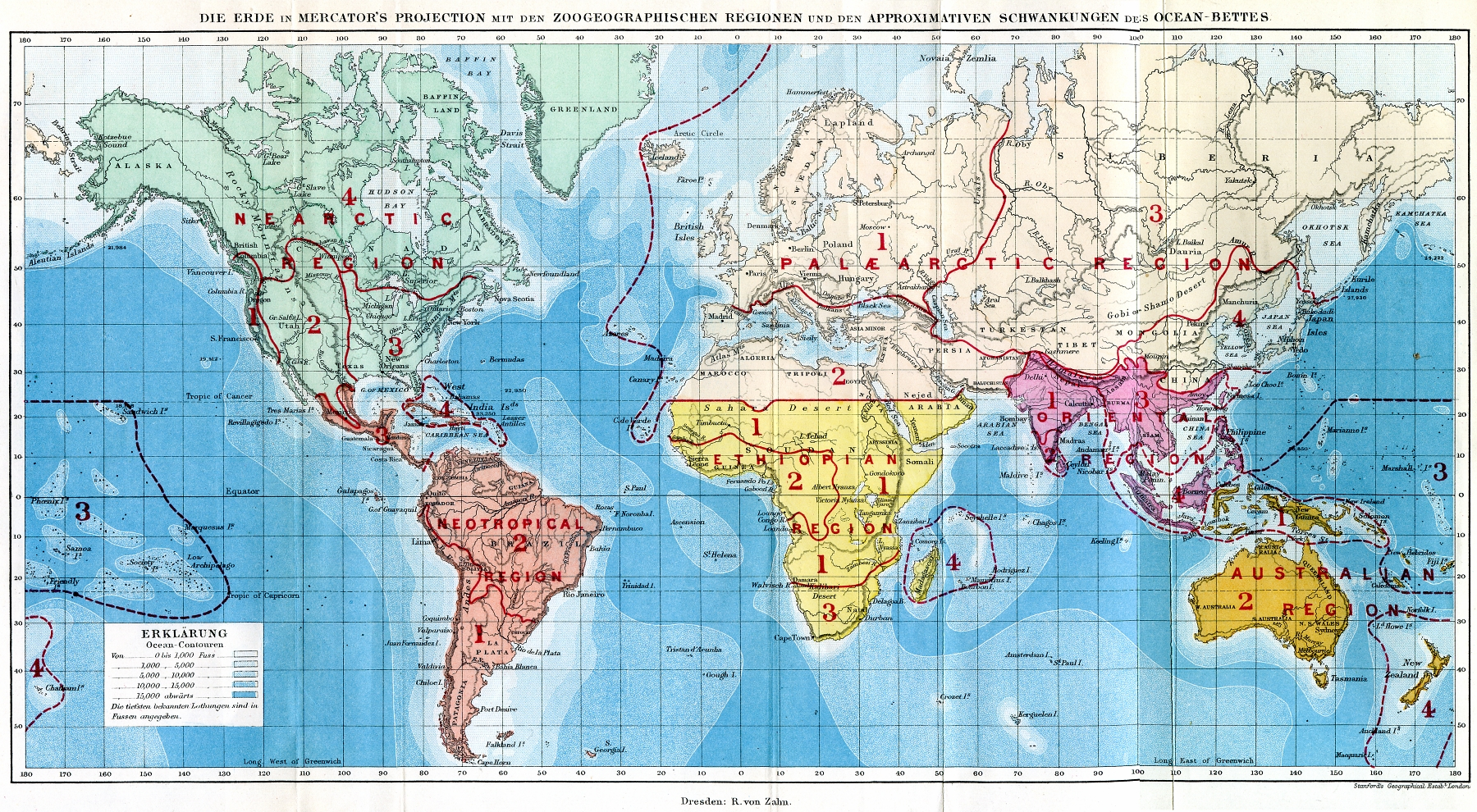
A Föld geozoológiai beosztása Alfred Russel Wallace szerint

Alfred Russel Wallace OM (Usk, Monmouthshire, Wales, 1823. január 8. – Broadstone, Dorset, Anglia, 1913. november 7.) brit természettudós, felfedező, geográfus, antropológus, és biológus. Zoológiai szakmunkákban nevének rövidítése: „Wallace”. Botanikai szakmunkákban nevének rövidítése: „Wallace”.

## Élete és munkássága
Előbb építész testvérének üzletében dolgozott, azután kizárólag a természettudományokra adta magát. Bates barátjával 1848-ban Brazíiliába utazott és 1852-ig átkutatta az Amazonas és Rio Negro folyamok partvidékeit. Visszatérve Angliába, kiadta e tapasztalatairól írott művét: Travels on the Amazon and Rio Negro (1853, új kiadás: 1870) és 1854-ben ismét útra kelt a Szunda-szigetekre. Nyolc évig kutatott a Maláj-félszigeten és Új-Guinea vidékén, különös tekintettel az ottani állat- és növényvilágra.
Alfred Russel Wallace Charles Darwintól függetlenül fejlesztette ki a természetes szelekció elméletét, amit 1858-ban publikált (On the tendency of species to form varieties; and on the perpetuation of varieties and species by means of natural selection). Ezzel arra sarkallta Darwint, hogy saját munkáját a tervezettnél korábban (1859-ben) tárja a nyilvánosság elé. Wallace komoly terepmunkát végzett először az Amazonas-medencében, később a maláj szigetvilágban, ahol azonosította az Indonéziát két részre osztó Wallace-vonalat: ettől délkeletre az állatok az ausztrál, északnyugatra az ázsiai faunához állnak közelebb. Őt tartják a 19. század vezető állatföldrajzi szaktekintélyének és néha a „biogeográfia atyjaként” is emlegetik. A 19. század egyik legfontosabb evolúciós gondolkodója volt, és sok további felfedezéssel járult hozzá az evolúciós elmélethez, beleértve a figyelmeztető színek fogalmát és jelentőségét az állatvilágban és a Wallace-effektust – azt a hipotézist, mely szerint a természetes szelekció a hibridizáció elkerülésére irányuló akadályok felállításával hozzájárul a speciációhoz.
Wallace-t vonzották az eredeti ötletek. Spirituális életszemlélete és az emberi tudat anyagtalan eredetébe vetett hite ártott a tudományos közösséggel, kiváltképp a kor többi evolúciópárti gondolkodójával tartott kapcsolatának. Tudományos munkája mellett társadalmi aktivista is volt, aki igaztalannak vélte a 19. századi Anglia szociális és gazdasági rendszerét. A biogeográfia iránti érdeklődése oda vezetett, hogy az elsők között ismerte fel, miként hat az emberi tevékenység a természetes környezetre.
Tudományos és szociális területen egyaránt termékeny író volt. Indonéziai és malajziai útibeszámolója a kor egyik legismertebb és legbefolyásosabb tudományos naplója. Az evolúció kérdéskörével 1850 tájékán kezdett foglalkozni, és mintegy nyolc év alatt dolgozta ki elméletét, ami értelemszerűen kevésbé volt részletes, mint Darwiné, aki 1837-től foglalkozott a témával.

## Magyarul megjelent művei
- A gyakorlati spiritualizmus védelme; ford. Madách Aladár; Rényi biz., Bp., 1913 (Lelki tünemények)

## Fordítás
- Ez a szócikk részben vagy egészben az Alfred Russel Wallace című angol Wikipédia-szócikk fordításán alapul.  Az eredeti cikk szerkesztőit annak laptörténete sorolja fel. Ez a jelzés csupán a megfogalmazás eredetét és a szerzői jogokat jelzi, nem szolgál a cikkben szereplő információk forrásmegjelöléseként.

## Az angol szócikk forrásai
- Bowler, Peter J., Iwan Rhys Morus. Making Modern Science. The University of Chicago Press (2005). ISBN 0-226-06861-7
- Browne, Janet. Charles Darwin: Voyaging: Volume I of a Biography. Princeton University Press (1995). ISBN 1-84413-314-1
- Browne, Janet. Charles Darwin: The Power of Place: Volume II of a Biography. Princeton University Press (2002). ISBN 0-691-11439-0
- Darwin, Charles.szerk.: Darwin, F: The life and letters of Charles Darwin, including an autobiographical chapter, Vol. 2. London: John Murray [1887]. Hozzáférés ideje: 2007. május 12.
- Desmond, Adrian, Moore, James. Darwin. London: Michael Joseph, Penguin Group (1991). ISBN 0-7181-3430-3
- Larson, Edward J.. Evolution: The Remarkable History of Scientific Theory. Modern Library (2004). ISBN 0-679-64288-9
- Marchant, James. Alfred Russel Wallace: letters and reminiscences. New York: Harper & Brothers (1916)
- McGowan, Christopher. The Dragon Seekers. Cambridge: Perseus Pub (2001). ISBN 0738202827
- Raby, Peter. Bright Paradise: Victorian Scientific Travellers. Princeton University Press (1996). ISBN 0-691-04843-6
- Raby, Peter. Alfred Russel Wallace: A Life. Princeton University Press (2002). ISBN 978-0-691-10240-5
- Shermer, Michael. In Darwin's Shadow: The Life and Science of Alfred Russel Wallace. Oxford University press (2002). ISBN 0-19-514830-4
- Slotten, Ross A.. The Heretic in Darwin's Court: the life of Alfred Russel Wallace. New York: Columbia University Press (2004). ISBN 0231130104
- Tuen, A. A.; Das, I.: Wallace in Sarawak—50 years later: Proceedings of an International Conference on Biogeography and Biodiversity. Institute of Biodiversity and Environmental Conservation. University Malaysia Sarawak, Kota Samarahan, Sarawak, Malaysia, 2005. [2007. március 25-i dátummal az eredetiből archiválva]. (Hozzáférés: 2007. április 4.)
- Wallace, Alfred Russel: 'Darwinism, Chapter 15. The Alfred Russel Wallace Page, 1889. [2007. március 13-i dátummal az eredetiből archiválva]. (Hozzáférés: 2007. április 4.)
- Wallace, Alfred Russel. Island Life. Google Books (1881)
- Wallace, Alfred Russel. My Life. Chapman and Hall, London (1905) Vol. 1, Vol. 2
- Wilson, John. The Forgotten Naturalist: In search of Alfred Russel Wallace. City: Arcadia/Australian Scholarly Publishing Pty Ltd (2000). ISBN 1875606726